# 延慶公主 (唐朝)
延庆公主（?—?），唐朝公主，是中国唐朝第十五代皇帝唐武宗李炎的第四女。她的生母不详，史书仅仅记载了唐武宗会昌五年（845年）四月，她获封号延庆公主，和静乐公主一起获封。没有关于延庆公主是否婚嫁的记载。